# Перес, Бруно
Бруно да Силва Перес (порт. Bruno da Silva Peres, более известный как Бруно Перес (порт. Bruno Peres); 1 марта 1990, Сан-Паулу, Бразилия) — бразильский футболист, защитник.

## Клубная карьера
Воспитанник футбольного клуба «Аудакс Сан-Паулу». В 2010—2011 годах выступал за клуб в Серии A2 Лиги Паулиста. Сыграл 26 матчей, забил 2 гола.
В 2010-м году играл на правах аренды за «Брагантино». Сыграл 6 матчей и забил 1 гол в Серии B (2-й дивизион чемпионата Бразилии).
В 2011—2012 годах был в аренде в «Гуарани». В 2011-м году сыграл 13 матчей в Серии B. В 2012-м году сыграл 3 матча в Серии B.
Летом 2012 года отправился в аренду в «Сантос». В 2012-м году сыграл 25 матчей и забил 2 гола в высшем дивизионе чемпионата Бразилии. После этого клуб выкупил Переса у «Аудакса». В 2013-м году сыграл 11 матчей и забил 1 гол в Серии A. В 2014-м году сыграл 2 матча в Серии A.
Осенью 2014 года перешёл в итальянский «Торино». Дебютировал за туринцев 21 сентября 2014 года в матче против «Вероны» в 3-м туре итальянской Серии A. Всего сыграл 34 матча и забил 3 гола в чемпионате. В сезоне 2015/2016 сыграл 31 матч и забил 3 гола в Серии A.
Летом 2016 года отправился в аренду в «Рому». Дебютировал за римлян 20 августа 2016 года в 1-м туре Серии A против «Удинезе». В сезоне 2016/2017 сыграл 30 матчей и забил 2 гола в чемпионате. Летом 2017 года «Рома» выкупила права на Переса за € 15 млн. В сезоне 2017/2018 сыграл 18 матчей в чемпионате.
Летом 2018 года отправился в аренду в бразильский «Сан-Паулу» до конца 2019 года.

## Достижения
«Гуарани»
- Финалист Лиги Паулиста (1): 2012

«Сантос»
- Обладатель Рекопы Южной Америки (1): 2012
- Финалист Лиги Паулиста (2): 2013, 2014

«Трабзонспор»
- Чемпион Турции (1): 2021/22